# Cyclisme aux Jeux africains de 2011
Navigation
2007 2015
Les compétitions de Cyclisme aux Jeux africains de 2011 se  sont déroulés du 8 au 11 septembre 2011, à Maputo, Mozambique.

## Médaillés

### Hommes
| Event                        | Or                                                                               | Argent                                                            | Bronze                                                                           |
| ---------------------------- | -------------------------------------------------------------------------------- | ----------------------------------------------------------------- | -------------------------------------------------------------------------------- |
| Course en ligne              | Nolan Hoffman                                                                    | Jay Thomson                                                       | Reinardt Janse van Rensburg                                                      |
| Contre-la-montre individuel  | Reinardt Janse van Rensburg                                                      | Darren Lill                                                       | Azzedine Lagab                                                                   |
| Contre-la-montre par équipes | Afrique du Sud Jay Thomson Nolan Hoffman Darren Lill Reinardt Janse van Rensburg | Maurice Yolain Calypso Yannick Lincoln Pascal Ladaub Hugo Caëtane | Algérie Abdelbasset Hannachi Abderrahmane Boureza Khaled Abdenbi Khelil Tamarent |

### Femmes
| Event                       | Or             | Argent            | Bronze            |
| --------------------------- | -------------- | ----------------- | ----------------- |
| Course en ligne             | Lynette Burger | Lise Olivier      | Aurélie Halbwachs |
| Contre-la-montre individuel | Lise Olivier   | Aurélie Halbwachs | Lynette Burger    |

## Tableau des médailles
| Rang | Nation         | Or | Argent | Bronze | Total |
| ---- | -------------- | -- | ------ | ------ | ----- |
| 1    | Afrique du Sud | 5  | 3      | 2      | 10    |
| 2    | Maurice        | 0  | 2      | 1      | 3     |
| 3    | Algérie        | 0  | 0      | 2      | 2     |
|      | Total          | 5  | 5      | 5      | 15    |